# Diplotropis
Diplotropis es un género de árboles de la familiaFabaceae, de Brasil. Comprende 22 especies descritas y de estas, solo 12 aceptadas.

## Taxonomía
El género fue descrito por George Bentham y publicado en Commentationes de Leguminosarum Generibus 24. 1837.

## Especies aceptadas
A continuación se brinda un listado de las especies del género Diplotropis aceptadas hasta agosto de 2014, ordenadas alfabéticamente. Para cada una se indica el nombre binomial seguido del autor, abreviado según las convenciones y usos.	
- Diplotropis brasiliensis (Tul.) Benth.
- Diplotropis duckei Yakovlev
- Diplotropis ferruginea Benth.
- Diplotropis incexis Rizzini & A.Mattos
- Diplotropis martiusii Benth.
- Diplotropis peruviana J.F.Macbr.
- Diplotropis purpurea (Rich.) Amshoff
- Diplotropis racemosa (Hoehne) Amshoff
- Diplotropis rigidocarpa Lima
- Diplotropis rodriguesii Lima
- Diplotropis strigulosa Cowan
- Diplotropis triloba Gleason